# Evolution (album Blood on the Dance Floor)
"Evolution" (stylizowany na [R]//:3VØ_|Ú†!<3N) – piąty album studyjny amerykańskiego zespołu Blood on the Dance Floor, wydany w Stanach Zjednoczonych 19 czerwca 2012 roku. Osiągnął pozycję #42 w rankingu Billboard 200 z wynikiem 10 tys. sprzedanych egzemplarzy w pierwszym tygodniu. Płyta w wersji standardowej zawiera 18 utworów, a na wersji Deluxe zostały zamieszczone wersje akustyczne utworów Unforgiven oraz Frankenstein + The Bride, teledysk do Unforgiven oraz książeczka cyfrowa (ang. digital booklet).

## Lista utworów
| Evolution – 2012 | Evolution – 2012                               | Evolution – 2012 |
| Nr               | Tytuł utworu                                   | Długość          |
| ---------------- | ---------------------------------------------- | ---------------- |
| 1.               | „Rise & Shine” (feat. Deuce)                   | 3:36             |
| 2.               | „Unforgiven”                                   | 3:39             |
| 3.               | „The Law of Love”                              | 1:26             |
| 4.               | „Frankenstein + The Bride” (feat. Haley Rose)  | 3:39             |
| 5.               | „Fantasyland”                                  | 2:56             |
| 6.               | „Revenge Porn”                                 | 3:45             |
| 7.               | „Mercy” (feat. Amelia Arsenic)                 | 3:27             |
| 8.               | „Hollywood Tragedy” (feat. Shawn Brandon)      | 3:41             |
| 9.               | „Rampage of Love”                              | 1:08             |
| 10.              | „The Last Dance” (feat. Haley Rose)            | 3:28             |
| 11.              | „Incomplete And All Alone” (feat. Joel Madden) | 3:48             |
| 12.              | „Deja Vu”                                      | 3:36             |
| 13.              | „You Are The Heart”                            | 3:44             |
| 14.              | „The Right To Love!”                           | 4:08             |
| 15.              | „Loveotomy”                                    | 3:30             |
| 16.              | „Mother Earth”                                 | 1:12             |
| 17.              | „Love Conquers All” (feat. Elena Vladi)        | 3:51             |
| 18.              | „Love Is The Message”                          | 1:23             |
|                  |                                                | 55:57            |

| Evolution (Deluxe Version) – 2012 | Evolution (Deluxe Version) – 2012              | Evolution (Deluxe Version) – 2012 |
| Nr                                | Tytuł utworu                                   | Długość                           |
| --------------------------------- | ---------------------------------------------- | --------------------------------- |
| 1.                                | „Rise & Shine” (feat. Deuce)                   | 3:36                              |
| 2.                                | „Unforgiven”                                   | 3:39                              |
| 3.                                | „The Law of Love”                              | 1:26                              |
| 4.                                | „Frankenstein + The Bride” (feat. Haley Rose)  | 3:39                              |
| 5.                                | „Fantasyland”                                  | 2:56                              |
| 6.                                | „Revenge Porn”                                 | 3:45                              |
| 7.                                | „Mercy” (feat. Amelia Arsenic)                 | 3:27                              |
| 8.                                | „Hollywood Tragedy” (feat. Shawn Brandon)      | 3:41                              |
| 9.                                | „Rampage of Love”                              | 1:08                              |
| 10.                               | „The Last Dance” (feat. Haley Rose)            | 3:28                              |
| 11.                               | „Incomplete And All Alone” (feat. Joel Madden) | 3:48                              |
| 12.                               | „Deja Vu”                                      | 3:36                              |
| 13.                               | „You Are The Heart”                            | 3:44                              |
| 14.                               | „The Right To Love!”                           | 4:08                              |
| 15.                               | „Loveotomy”                                    | 3:30                              |
| 16.                               | „Mother Earth”                                 | 1:12                              |
| 17.                               | „Love Conquers All” (feat. Elena Vladi)        | 3:51                              |
| 18.                               | „Love Is The Message”                          | 1:23                              |
| 19.                               | „Frankenstein + The Bride (Acoustic Version)”  | 3:44                              |
| 20.                               | „Unforgiven (Acoustic Version)”                | 4:10                              |
| 21.                               | „Unforgiven” (Music Video)                     | 3:41                              |
|                                   |                                                | 1:07:32                           |

## Powstawanie albumu

### Początek prac
Nagrywanie nowego albumu zespół zaczął w 2011 roku, zanim udał się w trasę koncertową Warped Tour 2011, w której udział wzięły również takie zespoły jak Black Veil Brides, Asking Alexandria, 3OH!3, Paramore czy Middle Class Rut. Zespół spędził miesiące nad pisaniem tekstów do tego albumu. Podczas nagrywania albumu członkowie zespołu inspirowali się filozofią Alberta Einsteina, Gandhiego, Isaaca Newtona oraz Arystotelesa.

### Utwory[17]
Album otwiera utwór Rise & Shine nagrany w duecie z Deuce, byłym członkiem zespołu Hollywood Undead. Dahvie Vanity napisał ten utwór w siódmej klasie, gdy był prześladowany ze względu na jego wygląd. W wywiadzie dla Alternative Press Vanity powiedział o tym utworze:

Za każdym razem, gdy słucham tego utworu, staję się bardzo wrażliwy. Łzy napływają mi do oczu, zabiera mnie on do bardzo ciemnego miejsca. Ale na końcu utworu chmury unoszą się - musisz zdać sobie sprawę, że możesz pokonać chmury, gdy wstaniesz, by walczyć o siebie. Próbujemy namówić do tego naszych fanów. Z siłą miłości i miłosierdzia oraz wierzenia w siebie można powstać i pokonać wszystko, o czym pomyślimy.

Drugim na liście jest Unforgiven, najbardziej punkowy oraz elektroniczny ze wszystkich. Mówi o szerzeniu fałszywych treści na temat innych ludzi. Trzecim utworem jest The Law of Love, który mówi o tym, że siła miłości i pozytywnego myślenia może zdziałać cuda. Frankenstein + The Bride, nagrany w duecie z Haley Rose, był zainspirowany słowami Williama Parisha Chiltona:

Weż miłość i powiel ją przez nieskończoność, weź ją głęboko na zawsze, a miałabyś tylko wyobrażenie tego, co czuję do Ciebie.

Piątym utworem jest Fantasyland, a szóstym Revenge Porn. Oba mówią o nienawiści ludzi do Dahvie'go Vanity. Siódmy, Mercy, został nagrany w duecie z Amelią Arsenic, wokalistką zespołu Angelspit. Ósmy utwór to Hollywood Tragedy (feat. Shawn Brandon), a dziewiątym utwór mówiony Rampage of Love. Drugą dziesiątkę otwiera utwór The Last Dance, a jedenastą piosenką jest "Incomplete And All Alone", w którego nagrywaniu udział wziął Joel Madden, wokalista Good Charlotte. Deja Vu jest dwunastym utworem, a mówiący o samobójstwach "You Are The Heart" - trzynastym. Czternasty, The Right To Love! mówi o poszanowaniu praw człowieka. Piętnasty, Loveotomy został napisany przez Jayy'a Von Monroe, a szesnastnym jest mówiony Mother Earth. Siedemnastym jest Love Conquers All, nagrany z Eleną Vladi, wokalistką Demona Mortiss. Standardową wersję płyty zamyka Love Is The Message, a na wersji Deluxe znalazły się również wersje akustyczne Frankenstein + The Bride oraz Unforgiven.

## Wydanie i promocja

### Wydanie albumu
Album oficjalnie wydany został 19 czerwca 2012 roku, ale został opublikowany w formie streamu tydzień wcześniej.

#### Historia wydania
| Kraj              | Data            | Wytwórnia                       | Format           | Przypis |
| ----------------- | --------------- | ------------------------------- | ---------------- | ------- |
| Stany Zjednoczone | 19 czerwca 2012 | Dark Fantasy Records            | digital download | [ 14 ]  |
| Stany Zjednoczone | 19 czerwca 2012 | Dark Fantasy Records            | CD               | [ 19 ]  |
| Wielka Brytania   | 18 lutego 2013  | Dark Fantasy Records, Eastworld | digital download | [ 20 ]  |
| Wielka Brytania   | 18 lutego 2013  | Dark Fantasy Records, Eastworld | CD               | [ 21 ]  |

| Data       | Miejsce   |
| ---------- | --------- |
| 18 czerwca | San Diego |
| 19 czerwca | Hollywood |
| 20 czerwca | Montclair |
| 21 czerwca | Phoenix   |

### Promocja albumu
Album promowany był serią spotkań z fanami, które odbyły się w amerykańskich salonach sieci sklepów Hot Topic w dniach 18-21 czerwca, podczas trasy koncertowej Warped Tour 2012 w dniach 10 lipca - 15 sierpnia oraz konkursie na remix Unforgiven, który odbył się na platformie Indaba Music. Zwycięzcą okazał się chorwacki muzyk.
| Znak | Wartość UTF-8 |
| ---- | ------------- |
| [    | 005B          |
| R    | 0052          |
| ]    | 005D          |
| /    | 002F          |
| /    | 002F          |
| :    | 003A          |
| 3    | 0033          |
| V    | 0056          |
| Ø    | 00D8          |
| _    | 005F          |
| \|   | 007C          |
| Ú    | 00DA          |
| †    | 2020          |
| !    | 0021          |
| <    | 003C          |
| 3    | 0033          |
| N    | 004E          |

### Okładka
Okładka albumu przedstawia Vanity'ego ubranego w strój nietoperza i Jayy'a Von Monroe w makijażu. W lewym rogu, tuż obok głowy Vanity'ego znajduje się logo zespołu. U dołu okładki znajduje się nazwa albumu (stylizowana na [R]//:3VØ_|Ú†!<3N).

### Single
Pierwszym singlem promującym album był Revenge Porn, wydany 23 grudnia 2011 roku. 13 lutego wydano The Right To Love, a 13 marca ukazał się Unforgiven. Ostatnim singlem był Rise & Shine (feat. Deuce), wydany 15 czerwca.

### Teledyski
Do albumu nagrano dwa teledyski - Unforgiven, opublikowany w serwisie YouTube 25 maja 2012 roku oraz Rise & Shine (feat. Deuce), opublikowany 18 czerwca. Oba zostały wyreżyserowane przez Dale'a "Rage" Resteghiniego.

### Krytyka
David Jeffries w recenzji dla serwisu AllMusic dał albumowi mieszane recenzje i napisał, że album "jest niesamowity lub okropny w zależności od twojego punktu widzenia". Jako najlepsze utwory wskazał "Unforgiven", "Frankenstein + the Bride", "Fantasyland" i "The Last Dance", dając albumowi dwie i pół gwiazdki. Jason Pettigrew w recenzji dla Alternative Press dał albumowi trzy gwiazdki na pięć.

## Notowania
| Lista                   | Najwyższa pozycja |
| ----------------------- | ----------------- |
| Billboard 200           | 42                |
| Dance/Electronic Albums | 1                 |
| Independent Albums      | 8                 |

## Personel
Na podstawie danych w serwisie AllMusic.
Blood on the Dance Floor
- Dahvie Vanity - wokal
- Jayy Von Monroe - wokal

Produkcja
- Rusty Wilmot - bass, producent, gitara, keyboard, perkusja, mastering, miksowanie
- Lynn Edward Glezen - kompozytor
- Stevie Blacke - instrumenty smyczkowe
- Lucas Keller - manager
- James Egbert - rytm

Występy gościnne
- Amelia Arsenic - wokal
- Haley Rose - wokal
- Shawn Brandon - wokal
- Elena Vladi - wokal
- Joel Madden - wokal

Promocja
- Kelly Eden - make-up
- Ashley Nicole - make-up
- Teagan - make-up
- Amber Dexstress - fryzjer
- Matt Gondeck - projekt okładki

Inni
- Haley Rose - model
- Mom Monroe - model
- Sierra Fowler - model
- Jayden Zygner - model